# Wilhelm Tell (opera)
Wilhelm Tell (fr. Guillaume Tell, wł. Guglielmo Tell) – czteroaktowa opera Gioacchina Rossiniego, ostatnie takie dzieło tego kompozytora,  z librettem Étienne'a de Jouya i Hippolyte'a Bisa, oparta na sztuce Schillera pod tym samym tytułem. Prapremiera dzieła miała miejsce 3 sierpnia 1829 w operze Le Peletier w Paryżu. Oryginalnym językiem libretta był francuski, jednak opera wystawiana jest zarówno w tym języku, jak i po włosku.

## Osoby
- Wilhelm Tell – baryton
- Hedwiga, jego żona – mezzosopran
- Jemmy, jego syn – sopran
- Matylda – księżniczka habsburska – sopran
- Arnold Melchtal – tenor
- Melchtal, jego ojciec – bas
- Gesler, gubernator austriacki – bas
- Walter Furst – bas
- Rudi, rybak – tenor
- Leuthold, pasterz – bas
- Rudolf – kapitan gwardii Geslera – tenor
- Myśliwy – baryton

## Recepcja

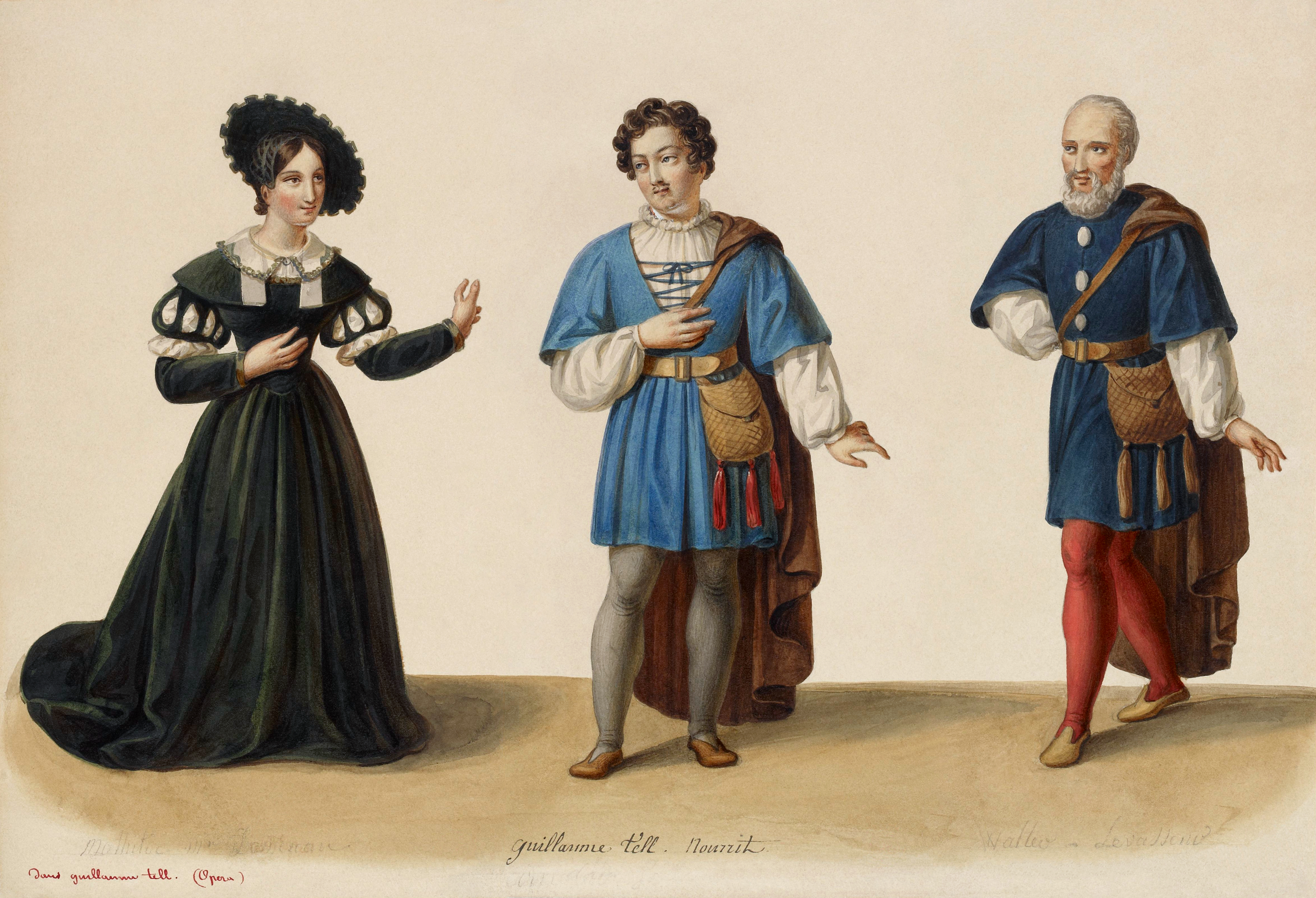
Eugène Du Faget - Projekty kostiumów do ról: Matyldy; Arnolda Melchtala i Waltera Fursta, do paryskiej premiery opery w 1829 r.)

W kwietniu 1828 na łamach "La Revue Musiacale" kompozytor ogłosił, że "Willhelm Tell" będzie jego ostatnią operą. Pomimo starań kompozytora (Rossini pracował nad operą przez dziesięć miesięcy) i gwiazdorskiej obsady premiery przyjęcie publiczności było jednak chłodne (choć kompozytor został nagrodzony Legią Honorową przez Karola X). Dzieło stawia duże wymagania występującym w niej śpiewakom i trwa ponad cztery godziny, co również miało wpływ na niższą od spodziewanej popularność. Wkrótce po premierze dyrekcja opery zdecydowała o wprowadzeniu skrótów, i tak początkowo zniknęła aria Arnolda z IV aktu, później dzieło skrócono do trzech aktów, a ostatecznie stawiano najczęściej tylko drugi akt, grany jako dodatek przed spektaklami baletowymi. 14 stycznia 1858 Felice Orsini dokonał nieudanego zamachu na Napoleona III i cesarzową Eugenię, gdy byli w drodze do opery na spektakl "Wilhelma Tella".
Nieprzyjazna Habsburgom tematyka opery powoduje, że opera ukazuje się w innych krajach w wersjach skróconych, m.in. jako "Andreas Hofer" lub "Karl der Kühne". Premiera londyńska miała miejsce w maju 1830 roku, nowojorska (z tekstem angielskim) rok później. Włoska premiera (z tekstem libretta napisanym przez Calista Bassiego) miała miejsce w Lucce w 1831 roku. Problemem okazała się także polityczna zawartość dzieła. Fakt, iż bohater dzieła występuje przeciw panującemu porządkowi politycznemu zamknął w pewnym sensie operze drogę do teatrów włoskich – pojawiła się w 1833 w Teatro San Carlo, a następnie dopiero po 50 latach w La Fenice i w 1899 w mediolańskiej La Scali.
Najbardziej znanym fragmentem opery jest czteroczęściowa uwertura, wykonywana najczęściej jako element koncertów symfonicznych. Pierwszym publicznym występem Herberta von Karajana było właśnie dyrygowanie uwerturą "Wilhelma Tella" (Wiedeń, 17 grudnia 1928).
W czasach nazizmu w Niemczech opera trafiła na indeks (1941), ponieważ usprawiedliwiała zabójstwo tyrana.

## Treść
Miejsce i czas akcji: Szwajcaria, XIV wiek

### Akt I
W czasie dorocznego święta pasterzy koło Lucerny szwajcarski przywódca Melchtal tradycyjnie błogosławi zebranych. Jedynie jego syn Arnold odmawia przyjęcia tego przywileju. Arnold uratował niedawno austriacką księżniczkę Matyldę i zakochał się w niej mimo politycznych podziałów. Trąbki oznajmiają pojawienie się austriackiego gubernatora Geslera, którego wojska ścigają Leutholda. Opowiada on, jak to kilka dni wcześniej, ratując swoją córkę przed austriackim żołnierzem, zabił go. Wilhelm Tell oferuje mu pomoc. W odwecie gwardziści Geslera biorą Melchtala do niewoli.

### Akt II
Arnold i Matylda ponownie wyznają sobie miłość w dolinie nad jeziorem. Pojawiają się Walter i Wilhelm Tell, informując Arnolda o tym, że jego ojciec został stracony na rozkaz gubernatora. Arnold przysięga zemstę; wszyscy trzej obiecują wyzwolić Szwajcarię, stanąwszy na czele ludowego powstania.

### Akt III
Wobec niemożliwości pogodzenia uczuć z przynależnością do przeciwnych obozów Matylda i Arnold rozstają się. Na rynku w Altdorf obchodzona jest setna rocznica austriackich rządów w Szwajcarii. Gesler umieszcza na wysokim słupie kapelusz i nakazuje wszystkim kłaniać się. Pojawiają się Wilhelm Tell z synem, Tell odmawia oddania hołdu. Gesler rozpoznaje człowieka, który ocalił Leutholda; nakazuje mu strącić strzałą jabłko z głowy własnego syna. Ma nadzieję, że przy tej okazji znany łucznik zrani własne dziecko. Tell oddaje jednak doskonały strzał; oznajmia, że gdyby stało się inaczej, kolejną strzałę skierowałby w stronę gubernatora. Za te słowa zostaje uwięziony.

### Akt IV
Pojawia się armia buntowników. Tell zabija Geslera, Szwajcarzy wygrywają bitwę. Matylda i Arnold mogą się pobrać.

## Numery muzyczne
- Uwertura

Akt pierwszy
- Nr. 1. Introdukcja: „Quel jour serein le ciel présage“ (Scena 1)
  - Kwartet (Wilhelm, Hedwiga, Jemmy, Rybak): „Accours dans ma nacelle“ (Scena 1)
  - Recytatyw: „Contre les feux du jour“ (Scena 3)
- Nr. 2. Duet (Wilhelm, Arnold): „Où vas-tu? quel transport t’agite?“ (Scena 5)
  - Recytatyw: „Sur nos têtes le soleil brille“ (Scena 6)
- Nr. 3. Chór: „Ciel, qui du monde es la parure“ (Scena 6)
  - Recytatyw: „Des antiques vertus“ (Scena 6bis)
- Nr. 4. Chór: „Hyménée, ta journée fortunée luit pour nous“ (Scena 8)
- Nr. 5. Pas de six
- Nr. 6. Pas d’archers i Chór: „Gloire, honneur au fils de Tell“ 
  - Recytatyw: „Pâle et tremblant se soutenant à peine“ (Scena 9)
- Nr. 7. Finał: „Dieu de bonté, Dieu tout-puissant“ (Scena 11)
  - Zespół: „Que du ravage“ (Scena 11)

Akt drugi
- Nr. 8. Chór myśliwych: „Quelle sauvage harmonie“ (Scena 1)
- Nr. 9. Recytatyw (Matylda): „Ils s’éloignent enfin“ (Scena 2)
  - Romanca (Matylda): „Sombre forêt“ (Scena 2)
  - Recytatyw: „Ma présence pour vous“ (Scena 3)
- Nr. 10. Duet (Arnold, Matylda): „Oui, vous l’arrachez à mon âme“ (Scena 3)
  - Recytatyw: „On vient, séparons-nous“ (Scena 3)
- Nr. 11. Tercet (Arnold, Wilhelm, Walter Furst): „Quand l’Helvétie est un champ de supplices“ – „Qu’entends-je? ô crime! hélas! j’expire!“ (Scena 4)
- Nr. 12. Finał: „Des profondeurs du bois immense“ (Scena 4–7)
  - Przysięga: „Jurons, jurons par nos dangers“ (Scena 7)

Akt trzeci
- Nr. 13. Recytatyw i duet (Arnold, Matylda): „Arnold, d’où naît ce désespoir“ (Scena 1)
  - Aria (Matylda): „Pour notre amour“ (Scena 1)
  - Cabaletta (Matylda): „Sur la rive étrangère“ (Scena 1)
- Nr. 14. Marsz i chór: „Gloire au pouvoir suprême“ (Scena 2)
  - Recytatyw: „Que l’empire Germain de votre obéissance“ (Scena 2)
- Nr. 15. Taniec Pas de trois i chór Tyrolienne: „Toi que l’oiseau ne suivrait pas“ (Scena 2)
- Nr. 16. Taniec żołnierzy Pas de soldats
  - Recytatyw: „Audacieux, incline-toi!“ (Scena 3)
- Nr. 17. Kwartet (Gesler, Rodolf, Wilhelm, Jemmy): „Tant d’orgueil me lasse“ (Scena 3)
  - Chór: „C’est là cet archer redoutable“ (Scena 3)
  - Recytatyw: „Rejoins ta mère, je l’ordonne“ (Scena 3)
  - Aria (Jemmy): „Ah, que ton âme se rassure“ (Scena 3, odwołana przed premierą)
  - Aria (Wilhelm): „Sois immobile“ (Scena 3)
- Nr. 18. Scena: „Je te bénis en répandant des larmes“ (Scena 3)
  - Finał: „Qu’ai-je appris? sacrifice affreux!“ (Scena 4)

Akt czwarty
- Nr. 19. Recytatyw: „Ne m’abondonne point espoir de la vengeance“ (Scena 1)
  - Aria (Arnold): „Asile héréditaire“ (Scena 1)
  - Chór: „Guillaume est prisonnier et nous sommes sans armes“ (Scena 2)
  - Cabaletta (Arnold): „Amis, amis, secondez ma vengeance“ (Scena 2)
  - Scena i Recytatyw: „Où vas-tu? ta douleur t’égare“ (Scena 3)
- Nr. 20. Tercet (Matylda, Hedwiga, Jemmy): „Je rends à votre amour un fils digne de vous“ (Scena 4)
- Nr. 21. Scena, modlitwa i finał „Quoi! dans nos maux, acceptant un partage“ (Scena 4–11)
  - Modlitwa (Hedwiga): „Toi, qui du faible est l’espérance“ (Scena 5)[6].

### Uwertura
Uwertura do opery jest często grana niezależnie od całości dzieła. Składa się z czterech części płynnie przechodzących jedna w drugą.  
- Część pierwsza (określana jako Preludium lub Poranek) jest napisana tylko na sekcję wiolonczeli (w tym partie dla pięciu solistów), kontrabasów i kotłów, w wolnym tempie.
- Część druga – Burza – to krótki dynamiczny fragment grany przez całą orkiestrę.
- Część trzecia – Pieśń pasterska (Ranz des Vaches – czyli dosłownie „wołanie do krów”), pogodna z fletem i rożkiem angielskim.
- Część czwarta – finałowy galop zaczynający się sygnałem trąbki nazywany Marszem żołnierzy szwajcarskich. Ta część jest szczególnie znana, często wykorzystywana w filmach (np. Mechaniczna pomarańcza, amerykański serial i film Jeździec znikąd czy brytyjski serial Przygody Wilhelma Tella). Dmitrij Szostakowicz cytuje główny temat finału w pierwszej części swojej XV symfonii[7].